# Gare de Selles-sur-Cher
La gare de Selles-sur-Cher est une gare ferroviaire française de la ligne de Vierzon à Saint-Pierre-des-Corps, située sur le territoire de la commune de Selles-sur-Cher, dans le département de Loir-et-Cher, en région Centre-Val de Loire.
C'est aujourd'hui une halte ferroviaire de la Société nationale des chemins de fer français (SNCF) desservie par des trains TER Centre-Val de Loire qui effectuent des missions entre Tours et Vierzon-Ville ou Bourges.

## Situation ferroviaire
Établie à 87 mètres d'altitude, la gare de Selles-sur-Cher est située au point kilométrique (PK) 241,034 de la ligne de Vierzon à Saint-Pierre-des-Corps entre les gares ouvertes de Gièvres et de Saint-Aignan - Noyers.

## Service des voyageurs

### Accueil
Halte SNCF, c'est un point d'arrêt non géré (PANG) à entrée libre, équipée d'automates pour l'achat des titres de transport. Elle dispose de deux quais latéraux avec abris.

### Desserte
Selles-sur-Cher est desservie par des trains TER Centre-Val de Loire qui effectuent des missions entre Tours  et Vierzon-Ville ou Bourges.

### Intermodalité
Un parc à vélo et un parking pour les véhicules sont aménagés. Un point d'arrêt permet des correspondances avec les bus de la ligne 5 du réseau Route 41.